# Oscar Fride
Oscar Charles Fride (14 de julio de 1882 - 14 de febrero de 1943) fue un deportista estadounidense que compitió en los Juegos Olímpicos de San Luis 1904, en el tira y afloja.
Murió en Saint Louis, Missouri.
En estos Juegos Olímpicos, ganó la medalla de bronce como miembro del Southwest Turnverein of Saint Louis No. 2 .